# Aérodrome de Manda
L’aérodrome de Manda est un aérodrome régional situé sur l'île de Manda et desservant l'archipel de Lamu.